# ناجر
نَاجِر اسم شهر صَفَر في الجاهلية، وهو الشهر الثاني من شهور السنة في الجاهلية.
قال ذو الرمة:

## أصل التسمية
سمّي هذا الشّهر نَاجِراً لأن الإِبلَ تَنْجَرُ فيه من شدة الحرّ، من نَجِرَ يَنْجَرُ نَجَراً إِذا أَكْثَرَ من شرب الماء ولم يكَدْ يَرْوَى.